# 阎晶明
阎晶明（1961年—），男，山西偏关人，中国作家、文艺理论家，鲁迅研究学者，中国作家协会副主席，第十三届全国政协委员。